# Стари-Град (община, Белград)
Стари-Град (серб. Стари Град) — община в Сербии, входит в округ Белград.
Население общины составляет 53 256 человек (2007 год), плотность населения составляет 10651 чел./км². Занимаемая площадь — 5 км², из них -% используется в промышленных целях.
Административный центр общины — город Белград. Община Стари-Град состоит из 1 населённого пункта, средняя площадь населённого пункта — 5 км².

## Статистика населения общины
| Год  | Население, чел. |
| ---- | --------------- |
| 1991 | 63 171          |
| 2001 | 56 183          |
| 2002 | 55 290          |
| 2003 | 54 588          |
| 2004 | 54 449          |
| 2005 | 54 242          |
| 2006 | 53 790          |
| 2007 | 53 256          |

## Культура
В Стари-Граде расположено множество памятников культуры, а так же там находится старейший дом в Белграде.

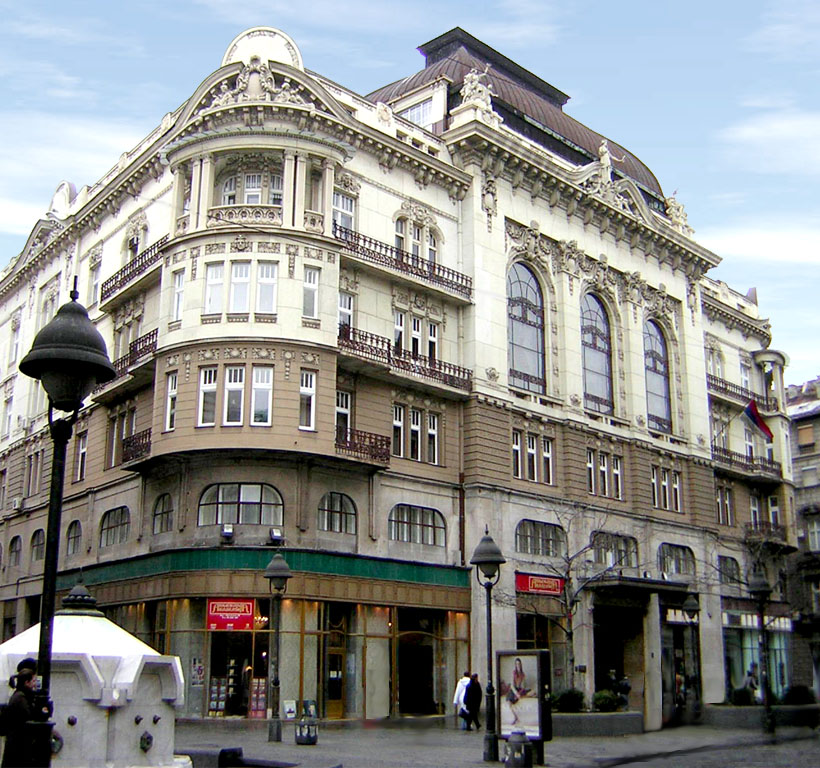
Сербская академия наук и искусств
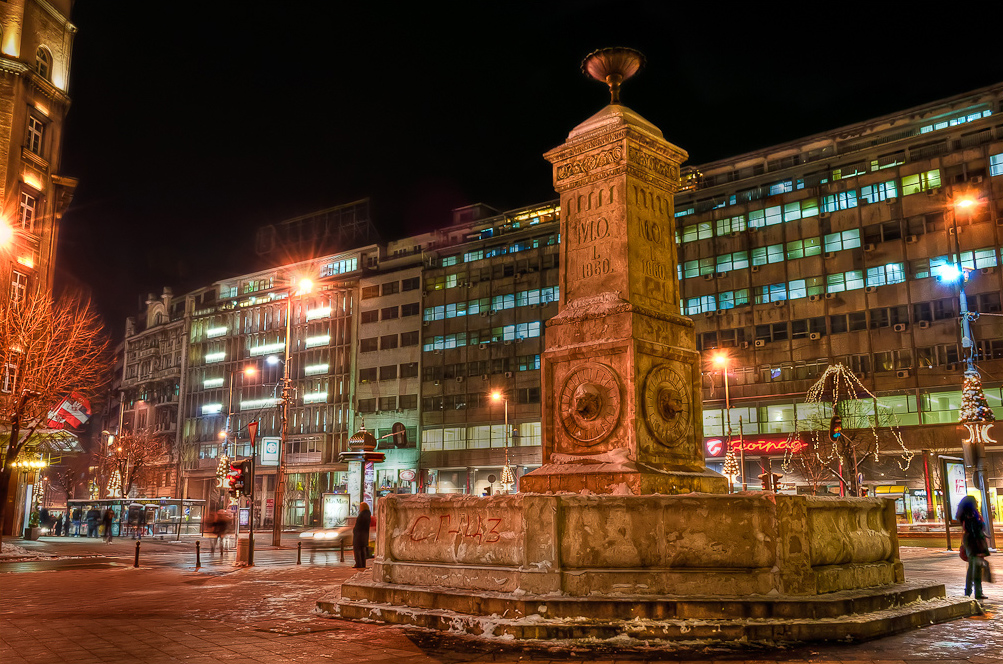
Площадь Теразие в декабре
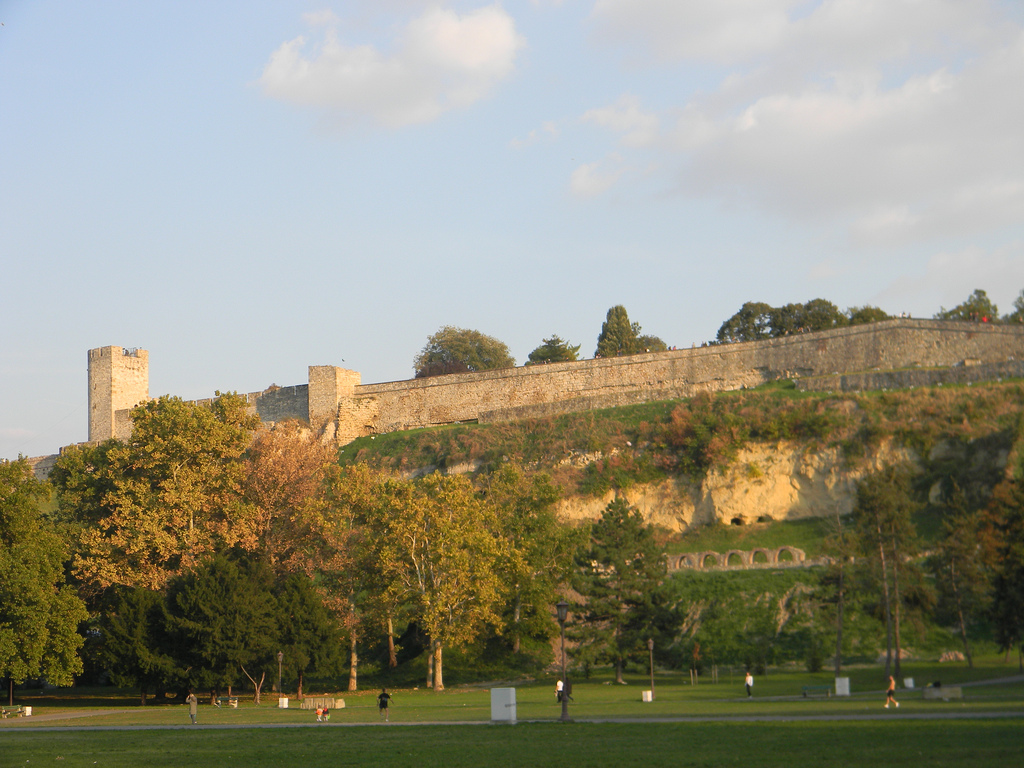
Калемегдан (нижний город)
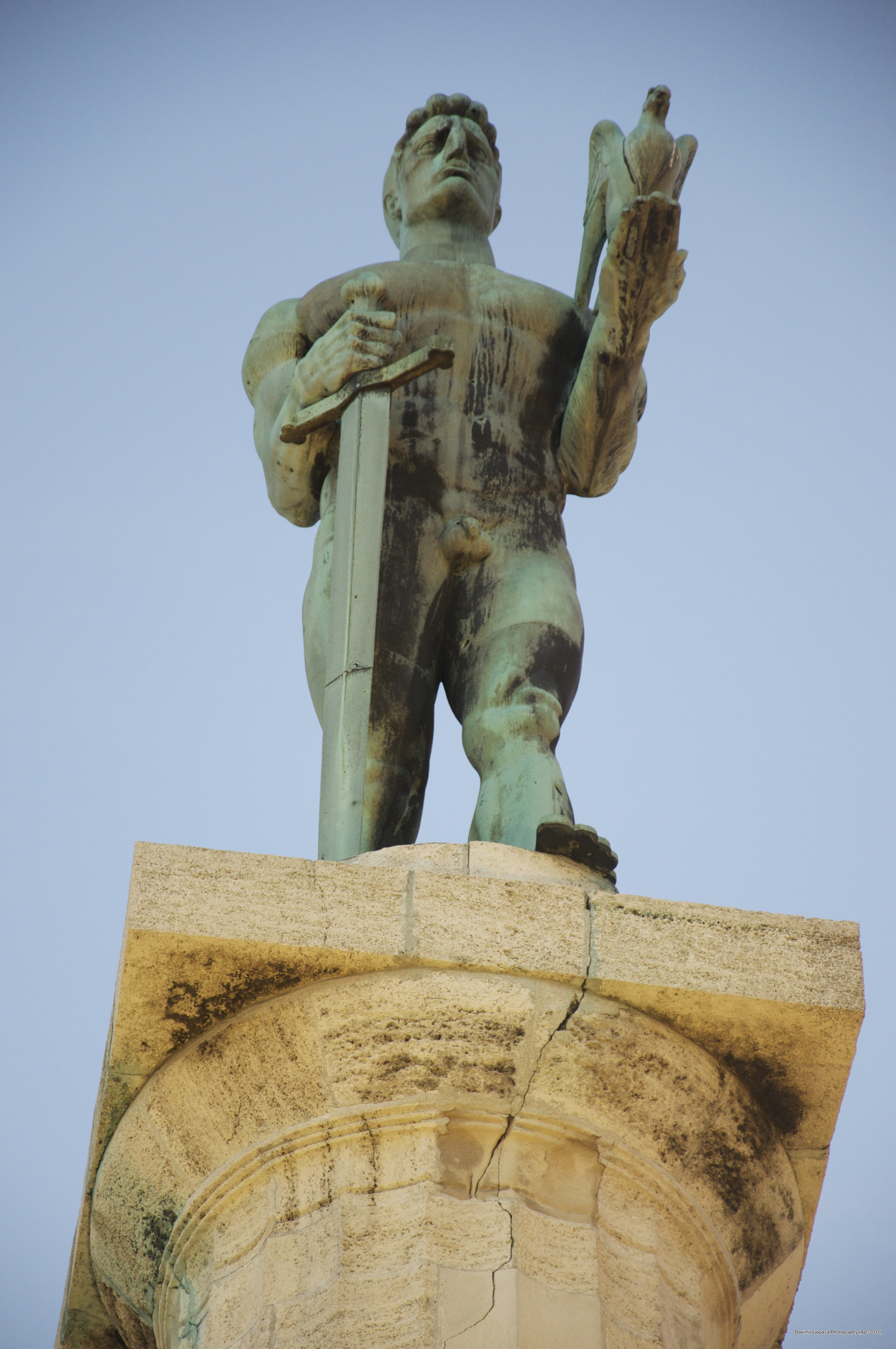
Статуя Победителя
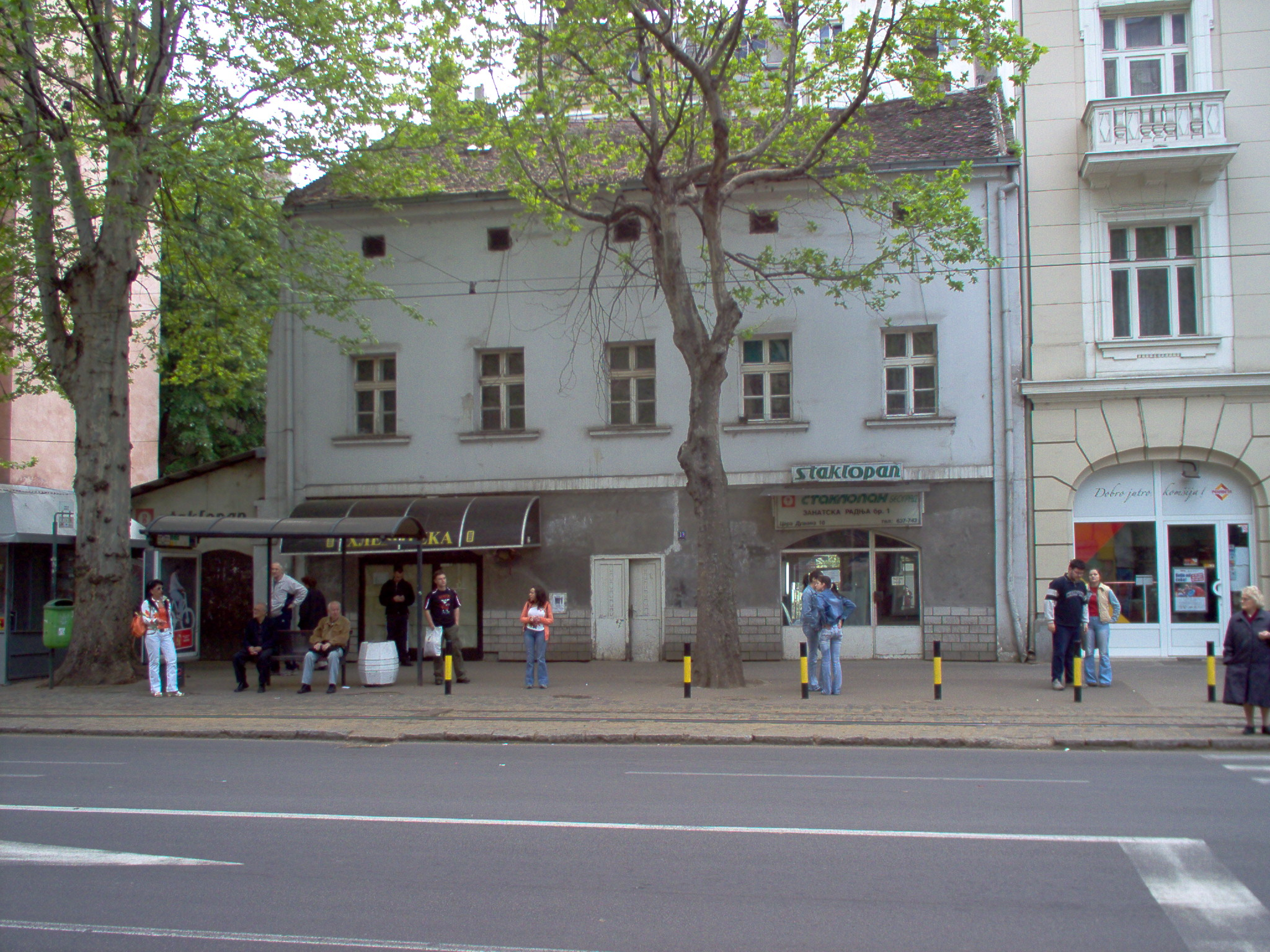
Дом № 10 по улице Царя Душана